# بسکتبال با ویلچر در پارالمپیک تابستانی ۲۰۲۴

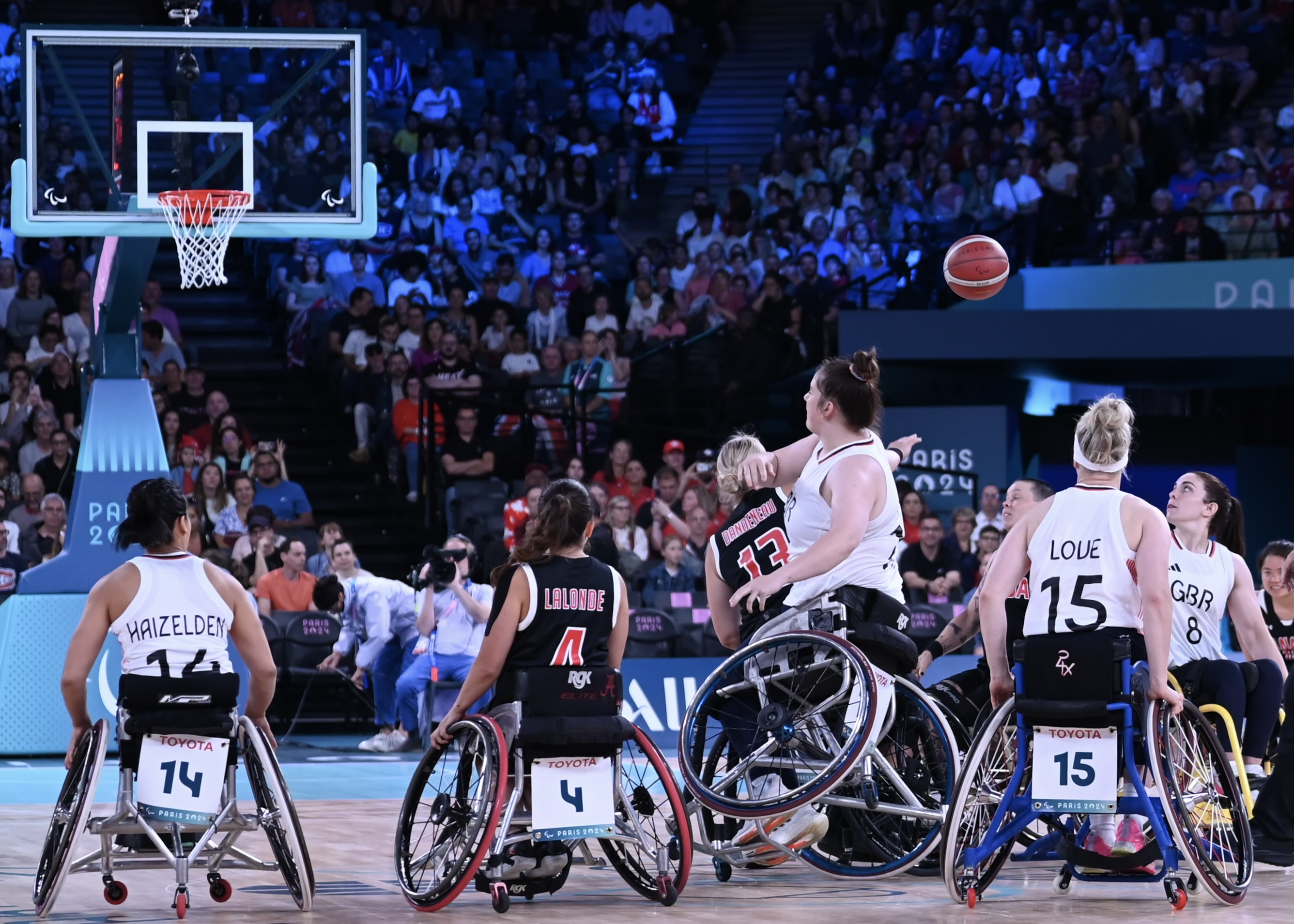
بریتانیا در برابر کانادا

 بسکتبال با ویلچر  (انگلیسی: Wheelchair basketball at the 2024 Summer Paralympics) یکی از رویدادهای برگزار شده در پارالمپیک تابستانی ۲۰۲۴ بود. این دوره از بازی‌ها از ۲۹ اوت تا ۸ سپتامبر ۲۰۲۴ در پاریس، پایتخت فرانسه برگزار شد. شمار تیم‌های حاضر در این دوره از بازی‌ها نسبت به دوره‌ی پیشین با کاهش مواجه شد؛ به صورتی که ۴ تیم کمتر از مردان و ۲ تیم کمتر از زنان.
افزون بر تیم‌های راه‌یافته به پارالمپیک، تیم فرانسه به عنوان میزبان و میزبان بعدی به این دوره از بازی‌ها در صورت عدم موفقیت در کسب جواز حضور، دعوت شدند.

## جدول مدال‌ها
| رویداد | طلا                 | نقره                | برنز  |
| ------ | ------------------- | ------------------- | ----- |
| مردان  | ایالات متحده آمریکا | بریتانیای کبیر      | آلمان |
| زنان   | هلند                | ایالات متحده آمریکا | چین   |

## مردان ایران در دور گزینشی بازی‌ها
ایران دو مسیر برای کسب جواز حضور در رویداد مردان داشت؛ مسابقات جهانی و مسابقات آسیایی. تیم ملی ایران در رقابت‌های گزینشی آسیایی، در بازی نهایی با شکست در برابر استرالیا، سهمیه آسیا را به این کشور تقدیم کرد. سپس در مسابقات جهانی علیرغم پیروزی بر کانادا، در برابر فرانسه و هلند شکست خورد و از حضور در این مسابقات بازماند.
تیم ملی ایران در المپیک پیشین موفق شده بود در جایگاه نهم جدول رده‌بندی رویداد مردان قرار گیرد.